# Zwergwüstengrundel
Die Zwergwüstengrundel (Chlamydogobius ranunculus) ist ein knapp vier Zentimeter langer Fisch aus der Familie der Oxudercidae innerhalb der Grundelartigen (Gobiiformes). Sie lebt im Norden Australiens.

## Merkmale
Zwergwüstengrundeln haben die typische langgestreckte, im Querschnitt drehrunde Grundelgestalt, einen bulligen Kopf und ein großes Maul. Sie zeigen Sexualdimorphismus: Die männlichen Tiere haben eine blau-graue Grundfarbe, der Rücken ist dunkler gefärbt. Die erste Rückenflosse weist im oberen Drittel einen breiten gelben Streifen auf. Die zweite Rückenflosse und die Afterflosse sind am Ansatz bläulich, haben in der Mitte einen schwarzen Streifen und einen breiten weißen Rand. Die Schwanzflosse ist gräulich mit undeutlichen Querstreifen. Die Weibchen sind unauffälliger überwiegend bräunlich gefärbt.
Die Zwergwüstengrundeln unterscheiden sich von den anderen Wüstengrundeln der Gattung Chlamydogobius gewöhnlich durch eine geradzahlige Anzahl von Flossenstrahlen in der zweiten Rückenflosse und der Afterflosse.

## Verbreitung und Lebensweise
Die Zwergwüstengrundeln sind häufig in küstennahen Gebieten zwischen dem Adelaide River (Northern Territory) und Townsville in Queensland anzutreffen. Die Fische leben in schlammigen Bächen, die auch einen niedrigen Salzgehalt (0 bis 9 Prozent von Meerwasser) aufweisen können. Es werden auch künstliche Habitate wie betonierte Abflussrinnen oder Büffelsuhlen bewohnt.
Aus Aquarienbeobachtungen ist bekannt, dass die Weibchen der Zwergwüstengrundeln etwa 30 Eier legen, die bei einer Wassertemperatur von 25 °C nach 9 Tagen schlüpfen. Die Brut wird bis zum Schlupf vom Männchen bewacht. Zwergwüstengrundeln ernähren sich als Allesfresser von Insekten, deren Larven, kleinen Krebstieren, Detritus und feinen Algen. Die Lebensdauer beträgt typischerweise nur ein Jahr.